# Ismael
Ismael (arabisk: إسماعيل, hebraisk: יִשְׁמָעֵאל) er søn af Ibrahim (Abraham) og Hagar og anses i islam for at være en af islams profeter og arabernes stamfader, igennem sine tolv børn, som er nævnt i Første Mosebog (kapitel 25) Ifølge islamisk overlevering hjalp Ismael Abraham ved byggeriet af Ka'baen. Ismael omtales i Første Mosebog i kapitlerne 16, 17, 21 og 25.
I Første Mosebog omtales Ismael som patriarken Abrahams ældste søn, som han fik med sin egyptiske slavinde eller tjenerinde Hagar.
Efter at Abraham fik sønnen Isak med hustruen Sara, blev Ismael og hans mor Hagar jaget bort. Han slog sig ned i Parans ørken, blev bueskytte og giftede sig med en egyptisk kvinde. Parret blev stamfar til tolv folkeslag, som samlet kaldes ismaelitterne.